# 鈴木松美
鈴木 松美（すずき まつみ、男性、1941年1月1日 - ）は、日本における音響・音声の研究家。音響研究所所長。前日本音響研究所所長。

## 経歴
東京都生まれ、近畿大学理工学部電気工学科卒業。警察庁通信局を経て、科学警察研究所にて主として音声、音響分野の研究に携わり、1969年12月、退官。富士ゼロックス（現:富士フイルムビジネスイノベーション）を経て、1968年に個人経営の「日本音響研究所」を設立。1986年有限会社に移行。その後、NHKの教養講座講師なども務める。
2012年9月、日本音響研究所を息子の鈴木創に託し退任すると共に、自らの研究を進めるため、渋谷区神宮前に「音響研究所」を設立し所長を務める。またアダム・スミス大学の「教授」。専門は音声科学。
1983年のベニグノ・アキノ暗殺事件では、日本政府などに頼まれ、同行していたテレビ局のビデオカメラに録音された十数秒の音声を分析。その発砲音の分析から、使われた銃がマルコス政権により喧伝されていた回転式ではなく半自動式、しかも軍関係者だけが持つM1911であると見抜き、さらに鈴木が航空機のエンジンノイズを除去した音声を分析したところ、アキノに同行した兵士たちが「俺がやる」「撃て!」と発砲の直前に叫んでいたことが判明した。鈴木はこれをフィリピンの法廷で証言。
2002年に日本着信メロディ研究所を設立し、バウリンガルを開発した。同年、その業績により佐藤慶太・小暮規夫と共にイグノーベル賞平和賞受賞。

## 過去に分析した事件・事故
- 大韓航空機撃墜事件（無線通信内容の解析：柳田邦男からの依頼）
- 航空事故などのブラックボックス分析（日本航空ニューデリー墜落事故・日本航空123便墜落事故など）
- グリコ・森永事件
- 甲府信金OL誘拐殺人事件
- 國松孝次警察庁長官狙撃事件
- 坂本堤弁護士一家殺害事件（オウム真理教事件）におけるTBSのVTR検証（テレビ朝日からの依頼）
- 大阪連続バラバラ殺人事件
- 国際テロリスト ウサマ・ビンラディン 公開VTR分析
- イラク フセイン元大統領 演説VTR分析
- 音響効果が精神状態に与える影響を科学的に証明[要出典]
- ISILによる日本人拘束事件（後藤健二の声紋鑑定）

## 著書
- 『音の犯罪捜査官 声紋鑑定の事件簿』（徳間書店、1994）
- 『バウリンガル 初めて犬と話した日』（竹書房、2003）
- 『誰も知らない声の不思議・音の謎』（講談社、講談社プラスアルファ文庫、2004）
- 『いい声になるトレーニング 人に好かれる。信頼される。』（かんき出版、2005） - 福島英との共著。
- 『日本人の声』（洋泉社、洋泉社新書y、2006）
- 『あの人の声はなぜ魅力的なのか 惹かれる声と声紋の科学』（技術評論社、2011）

## 関与したレコード・CD
- 『過去との遭遇』（日本コロムビア、1978年10月、WX7020）
- 『ビックリVOICE TARAKOの聴く歴史』（1991年1月15日。1996年11月1日に再発売）

2枚ともに、歴史上の人物などの声を肖像画や写真から分析し合成音声にて再現したもの。
- 『ウルトラマン解体新書 -ターヘルウルトリア-』（永岡書店、1994年、ISBN 4-522-01889-4）

付録ドラマCD「ウルトラマン新たなる戦い」で、ウルトラマンとウルトラセブンの声を合成音声にて再現
- コスモサウンドシリーズ（キングレコード、1993） - 監修。ハワイ、マウナ・ケア山の電波望遠鏡で受信したデータを音響に変換。全5枚。
  - 『天の川からのメッセージ』（KICS324）
  - 『オリオン座からのメッセージ』（KICS325）
  - 『月からのメッセージ』（KICS326）
  - 『パルサーからのメッセージ』（KICS327）
  - 『ブラックホールからのメッセージ』（KICS328）
- 『究極のゆらぎ 癒しの鐘』（Della、2006） - 監修。
- 『音氣ヒーリングCDブック』(永岡書店、2013） - 音の監修。